# Slawismus
Unter Slawismus versteht man ein slawisches Wort, das den Weg in andere Sprachen gefunden hat. Es kann aus einer slawischen Sprache selbst stammen (Herkunftssprache) oder zumindest über eine slawische Vermittlersprache entlehnt worden sein. 
Der historische Verlauf dieses Entlehnungsprozesses folgt dem Sprachwandelgesetz (Piotrowski-Gesetz) und ist in Best (2003), speziell zu den Russizismen in Kotsyuba (2007) behandelt.
Moderne Beispiele sind Troika aus dem Russischen, der Ausruf Dalli! aus dem Polnischen oder Roboter aus dem Tschechischen.
Zu Slawismen zählen auch speziell die Wörter, die aus slawischen Sprachen übernommen wurden, aber nicht eindeutig einer konkreten Sprache zugeordnet werden können, z. B. Wodka (poln. wódka, russ. Водка), Peitsche (poln. bicz/pejcz, russ. бич), Quark (poln. twaróg, russ. Творог).
Zahlreiche Ortsbezeichnungen in Ost- und Norddeutschland sind Slawismen, zum Beispiel Schwerin, Rostock, Dresden, Berlin, Leipzig, Lübeck. Einige Slawismen wurden in deutsche Dialekte übernommen, wie Plinsen (ostmitteldeutsch), Jause (österreichisch).